# 蝙蝠俠：披風戰士歸來 (動畫電影)
《蝙蝠俠：披風戰士歸來》（英語：Batman: Return of the Caped Crusaders）是一部2016年美國動畫電影，華納兄弟動畫與DC娛樂聯合出品，採用現代的動畫技術與60年代蝙蝠俠復古風格製作，並獲得了不俗的評價。
對21世紀後《蝙蝠俠》系列走向黑暗寫實風格的復古反思，初始的60年代蝙蝠俠電視影集其實是充滿一種滑稽與正能量參雜出現的輕鬆家庭劇，壞人的陰謀都簡單易懂，戰鬥過程中都鮮少有人見血或受傷，最後也都是歡樂大結局，許多蝙蝠俠愛好者其實懷念重溫那個簡單年代，促使了這部復古動畫的誕生。

## 劇情
小丑、企鵝、猜謎大師、貓女突然在高譚市熱門綜藝節目高譚皇宮上出現，一場大陰謀隨之展開，蝙蝠俠與羅賓追查到陰謀本體是盜竊一把可複製物體和生物的雷射槍，追捕過程中卻落入陷阱，蝙蝠俠被貓女的性格改變毒素感染，然而該毒素有潛伏期所以並未顯現，四壞人以為失效於是決定將蝙蝠兩人裝在電視晚餐大餐盤丟入大火爐，但蝙蝠俠發現餐盤上的甜點是檸檬派，酸性可以弄鬆繩索脫身，終於逃出。
之後開始尋找四壞下落但是地毯搜索後遍尋不著，蝙蝠俠想起在警局看到的蘇聯發射太空火箭成功，推測他們潛入逃往蘇聯太空站，使用蝙蝠火箭進入太空後發現四人起內鬨認為貓女和蝙蝠俠有特殊感情，要將她丟入太空，兩人千鈞一髮救下貓女，發現陰謀第二階段是從太空發射雷射槍，複製出三個高譚市讓他們一人統治一個，太空站打鬥中企鵝啟動無重力狀態一度優勢，但兩人與貓女合作打贏將三人拘捕入獄，貓女趁亂用救生艙逃脫。
蝙蝠俠回到地球後因毒素性格開始轉變，開除了阿福和羅賓，還據為己有使用複製雷射製造一大群蝙蝠俠，接管了城市所有公務和警察職位，羅賓看出原因後與貓女合作意圖打入解藥，但蝙蝠俠的智商並未受影響輕易識破，將兩人丟入蝙蝠洞的核能反應爐，還好羅賓事先想到了可能輸，兩人身上都噴塗了防輻射藥劑。之後為了對戰蝙蝠俠複製人大軍，他們前往監獄釋放了大量罪犯當成砲灰，前往高譚皇宮攝影棚做最後決戰，然而還是不敵，兩人被抓後蝙蝠俠要親手處死，但此時一個愛慕者送來攝影棚的酒被蝙蝠俠喝下後解開毒素，原來是被開除的阿福使用計策，因為平日蝙蝠俠就和阿福有承諾若將他開除那一定是自己被壞人控制心智。
但此時複製人大軍並未喝下解藥而攻來，卻突然之間化成粉末，原來複製槍製造的東西並不穩定原子一段時間就會崩解，羅賓也想起劫獄時三壞人化成粉末，原來在太空站時對戰的就是複製人，陰謀真相是小丑早就知道複製槍不穩定只是一種計中計，引開注意真正意圖是天下大亂時搶劫高譚博物館的寶物，蝙蝠俠、羅賓、貓女再度聯手前往阻止，但已經得手的三壞人搭乘企鵝飛行船逃脫，使用蝙蝠直升機追上後在船上進行最後的空中大決戰。

## 外部連結
- 互联网电影数据库（IMDb）上《蝙蝠俠：披風戰士歸來》的资料（英文）
- 爛番茄上《蝙蝠俠：披風戰士歸來》的資料（英文）
- Metacritic上《蝙蝠俠：披風戰士歸來》的資料（英文）
- AllMovie上《蝙蝠俠：披風戰士歸來》的资料（英文）